# L'última projecció
 L'última projecció (títol original en anglès The Last Picture Show) és una pel·lícula estatunidenca en blanc i negre de Peter Bogdanovich, adaptació de la novel·la de Larry McMurtry i estrenada el 1971.
El guió va ser escrit per Peter Bogdanovich i Larry McMurtry. Va ser el primer èxit de Peter Bogdanovich com a director, que fins aleshores era un reputat crític cinematogràfic. El 1990 va estrenar Texasville, la seqüela d'aquesta cinta, amb un repartiment similar.

## Argument
Dos adolescents d'una petita vila mig fictícia i perduda de Texas (Anarene), de l'Amèrica profunda dels anys 1950, interpretats per Timothy Bottoms i Jeff Bridges, descobreixen la vida, el cinema, el futbol americà, les noies, les petites feines, l'enuig, etc. Amb un fons de música de l'època.

## Repartiment
- Timothy Bottoms: Sonny Crawford
- Jeff Bridges: Duane Jackson
- Ben Johnson: Sam the Lion
- Cybill Shepherd: Jacy Farrow
- Cloris Leachman: Ruth Popper
- Ellen Burstyn: Lois Farrow
- Eileen Brennan: Genevieve
- Clu Gulager: Abilene
- Sam Bottoms: Billy
- Sharon Ullrick: Charlene Duggs
- Randy Quaid: Lester Marlow
- Joe Heathcock: Xèrif
- Bill Thurman: Coach Popper
- Barc Doyle: Joe Bob Blanton
- Jessie Lee Fulton: Miss Mosey

## Premis i nominacions

### Premis[3]
- Oscar al millor actor secundari (Ben Johnson)
- Oscar a la millor actriu secundària (Cloris Leachman)

### Nominacions[3]
- Oscar a la millor pel·lícula (Stephen J. Friedman)
- Oscar a la millor direcció (Peter Bogdanovich)
- Oscar al millor guió adaptat (James Lee Barrett i Peter Bogdanovich)
- Oscar al millor actor secundari (Jeff Bridges)
- Oscar a la millor actriu secundària (Ellen Burstyn)
- Oscar a la millor fotografia (Robert Surtees)